# 鲍比·霍顿
鲍比·霍顿（Bobby Houghton，1947年10月13日—），英国足球教练员。
霍顿曾作为中场球员在1960年代效力于英格兰丙级足球联赛的富勒姆足球俱乐部和布莱顿足球俱乐部，他年仅23岁时就曾出任球队主教练。1970年代初，霍顿作为鲍比·罗布森的助手执教于伊普斯维奇城足球俱乐部。

## 教练生涯
1974年，霍顿出任瑞典著名球会马尔默足球俱乐部主教练，率领这支业余球队打入1979年欧洲冠军杯决赛，仅以0-1小负于诺丁汉森林。由于诺丁汉森林拒绝参赛，霍顿还率队参加了当年的洲际杯。霍顿和同胞好友罗伊·霍奇森一道被认为是带领瑞典足球走向现代的功臣。
在短暂执教希腊一支球队后，霍顿于1980年回到英国，执教布里斯托尔城足球俱乐部，不久，该球会因为经济原因被勒令降级，霍顿随之离开。1982年至1984年间，霍顿执教北美足球联赛的多伦多闪电队。此后他曾执教沙特阿拉伯的伊蒂哈德，1986年又重返瑞典联赛。在又一次执教伊蒂哈德一个赛季后，霍顿成为瑞士苏黎世足球俱乐部的主教练。1996年，霍顿成为美国职业足球大联盟科罗拉多急流的首任主教练，但因战绩不佳于次年被辞退。

## 执教多支国家队
1998年，霍顿接替戚务生成为中国国家足球队主教练，并迅速带领这支球队走出在1998年世界杯足球赛外围赛中遭到淘汰的阴影，率队获得了1998年亚洲运动会男子足球铜牌。但是由于未能率领中国国家奥林匹克足球队获得2000年夏季奥林匹克运动会决赛阶段的门票，霍顿被迫于1999年离职。其后他先后执教于中国足球俱乐部上海浦东、四川全兴和浙江绿城。
2005年，霍顿成为乌兹别克斯坦国家足球队主教练。在当年的世界杯外围赛附加赛中，乌兹别克队在主场1-0战胜巴林国家足球队，但是国际足联旋即以裁判出现错误（漏判给乌兹别克队一个点球）为由取消了比赛结果。在重赛中，乌兹别克队被巴林队逼平，并因客场进球少丧失了出线权，霍顿随之离职。
离开乌兹别克斯坦后，霍顿重返中国，短暂执教沈阳金德足球俱乐部，但因金德赛季初期战绩不佳而于2006年4月离任，成为06赛季中超下课的第一位主教练，这也是霍顿在中国的第五次“下课”。其后，霍顿在2006年5月担任印度国家足球队主教练一职，他是印度足球历史上的第四位外籍主教练。
2008年，霍顿帮助印度队夺得亚足联挑战杯冠军，在时隔24年后重新打进亚洲杯决赛圈，2011年卡塔尔亚洲杯，印度队小组赛三战尽墨，同年4月印度足协接受了霍顿的辞职，辞职的导火索是卡塔尔亚洲杯上的惨淡成绩。